# Orny (Francja)
Orny – miejscowość i gmina we Francji, w regionie Grand Est, w departamencie Mozela.
Według danych na rok 1990 gminę zamieszkiwało 250 osób, a gęstość zaludnienia wynosiła 34 osoby/km² (wśród 2335 gmin Lotaryngii Orny plasuje się na 797. miejscu pod względem liczby ludności, natomiast pod względem powierzchni na miejscu 803.).